# Habromys
A Habromys az emlősök (Mammalia) osztályának rágcsálók (Rodentia) rendjébe, ezen belül a hörcsögfélék (Cricetidae) családjába tartozó nem.

## Rendszerezés
A nembe az alábbi 7 faj tartozik:
- Habromys chinanteco Robertson & Musser, 1976
- Habromys delicatulus Carleton, Sánchez, & Urbano Vidales, 2002
- Habromys ixtlani Goodwin, 1964
- Habromys lepturus Merriam, 1898 – típusfaj
- Habromys lophurus Osgood, 1904
- Habromys schmidlyi Romo-Vázquez, León-Paniagua & Sánchez, 2005
- Habromys simulatus Osgood, 1904